# Взлом почты Суркова

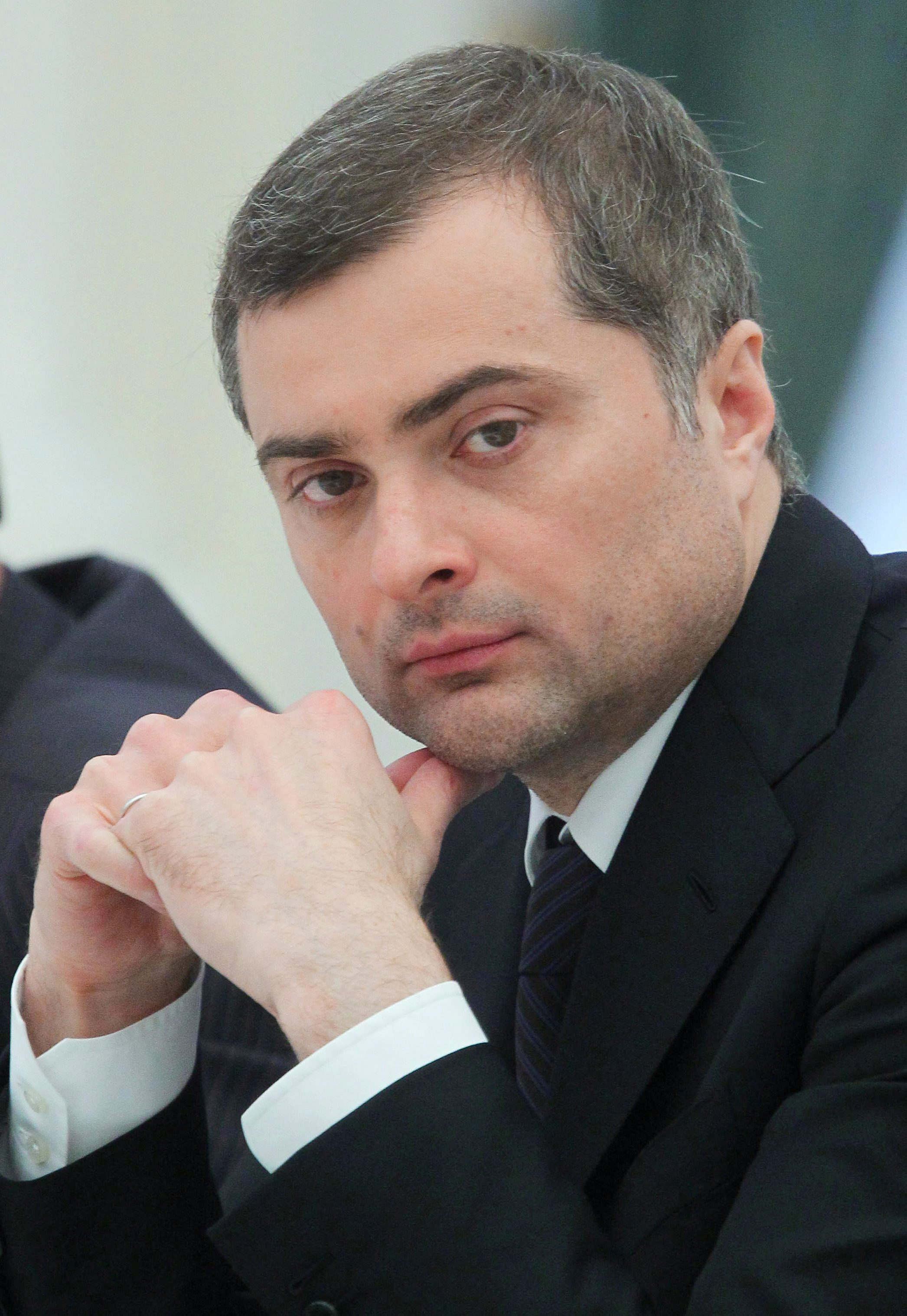
Владислав Сурков

В октябре 2016 года украинская хакерская группировка CyberHunta выложила в интернет более гигабайта электронных писем и других документов, предположительно принадлежащих российскому политическому деятелю и высокопоставленному чиновнику Кремля Владиславу Суркову. Известный как «серый кардинал» России, Сурков был политическим советником президента Владимира Путина в войне на востоке Украины и является архитектором российской идеологии суверенной демократии.
Утечка произошла с трёх почтовых адресов, архивы с письмами были опубликованы раздельно.
Самая крупная, вторая утечка включала более 2300 электронных писем из официального почтового ящика Суркова. Электронные письма иллюстрируют планы России по политическому возмущению Украины и координацию действий с ведущими лидерами оппозиции на сепаратистском востоке Украины. Утечка содержит документ, отправленный Суркову бывшим председателем Народного Совета Донецкой Народной Республики Денисом Пушилиным, в котором перечислены погибшие, убитые в 2014 году. Она также включает 22-страничный набросок «плана поддержки политиков-националистов и сепаратистов и поощрения досрочных парламентских выборов в Украине с целью подрыва власти в Киеве».
Кремль заявил, что документы утечки являются фальшивкой.

## Подлинность
Лаборатория цифровых криминалистических исследований Вашингтонского аналитического центра Atlantic Council провела анализ электронных писем. Они определили, что они подлинные, частично основываясь на информации маршрутизации. Российский предприниматель Евгений Чичваркин подтвердил, что его электронные письма из утечки документов были подлинными, сказав: «Да, это мой оригинальный текст». Российская журналистка Светлана Бабаева также подтвердила, что три её письма из утечки были подлинными.
Обсуждалась и возможность фальсификации ряда писем, так как Александр Ткачук из Службы безопасности Украины заявил, что им удалось «проверить подлинность ряда документов в выпуске», но не смог подтвердить подлинность всего пакета документов. Так, текст некоторых писем из первого взлома КиберХунты, как отметил украинский блогер Роман Шрайк, изобилует украинскими диалектизмами, которые не характерны для речи москвичей. Свои сомнения в подлинности писем, имевших отношение к Закарпатью, высказал глава Закарпатской областной государственной администрации Геннадий Москаль (его сомнения, однако, не поддержали в СБУ). Уже после публикации писем со второго ящика экс-заместитель главы СБУ, председатель Союза офицеров Украины генерал-лейтенант Александр Скипальский заявил, что вся обнародованная украинскими хакерами переписка могла быть подготовленным дезинформационным материалом, подготовленным в России и нацеленным на дестабилизацию украинской политической ситуации, но аналитики Bellingcat указали на нетривиальную сложность достоверной подделки более чем двух тысяч писем вместе с их «хедерами» (заголовками). Пресс-секретарь президента РФ Дмитрий Песков заявил, что Сурков вообще «не пользуется электронной почтой»; однако, по данным Bellingcat, основной ящик Суркова обслуживали его секретарши или помощницы, при этом адресанты некоторых писем просили распечатать их для Суркова.

## Публикация
Утечка переписки была получена альянсом хактивистов, называющим себя Украинским киберальянсом. Они обеспечили выпуск тысяч электронных писем и документов в файле данных Microsoft Outlook объёмом 1 ГБ. Затем они были проанализированы второй группой, Inform Napalm, группой журналистских расследователей, и, наконец, опубликованы в Интернете в трёх частях.
Первые две части, известные как «Сурковские утечки», были опубликованы в Интернете 25 октября и 3 ноября 2016 года и включали переписку с электронной почты офиса Суркова. Третья партия была опубликована 2 ноября 2017 года и содержала переписку первого заместителя Суркова Инала Ардзинба и лидера Харьковской компартии Аллы Александровской. Материал был доступен с сентября 2013 года по ноябрь 2014 года, когда Россия реализовывала свой проект «Новороссия». Inform Napalm сообщил, что у хакеров также были документы 2015 и 2016 годов, которые анализировались спецслужбами и не были обнародованы из-за их оперативной ценности.
Новые части электронных писем из утечки были дополнительно опубликованы в ноябре 2017 и апреле 2018 годов.

## Содержимое

### Первая утечка
Первая утечка была опубликована 23 октября 2016 года и представляла собой набор отдельных скриншотов и PDF-файлов с почтового ящика v14691@yandex.ru. В утечке обсуждались план по федерализации Закарпатья и «План первоочередных мероприятий по дестабилизации общественно-политической ситуации на Украине „Шатун“». Из-за малого объёма утечки и относительной простоты подделки скриншотов и PDF-файлов первая утечка вызвала наименьший интерес при наибольшем объёме критики.

### Вторая утечка
Вторая, самая крупная утечка представляла собой файл данных Microsoft Outlook (.PST), в который вошли 2337 электронных писем из почтового ящика Суркова prm_surkova@gov.ru. Выпущенный материал охватывает период с сентября 2013 года по ноябрь 2014 года. Этот адрес электронной почты, по всей видимости, принадлежал помощникам Суркова, в том числе «Маше» и «Евгении». Среди документов были сканы паспортов Суркова и его семьи. В то время как подавляющее большинство электронных писем содержат обычные брифинги и расписания, небольшая часть имеет геополитическое значение или является потенциально компрометирующей. Эти электронные письма иллюстрируют планы России по политической дестабилизации Украины и координацию действий с ведущими лидерами оппозиции на сепаратистском востоке Украины.

#### Проект «Украинская Федерация»
В почте Суркова был и план превращения Украины в «Украинскую Федерацию», который ему якобы прислал представитель ДНР Денис Пушилин. Согласно этому плану, территория Украины должна была быть разделена на три региона: «Новороссию», «Малороссию» и «Галичину». Согласно этому плану, в состав «Галичины» должны были войти Львовская, Волынская, Тернопольская, Ивано-Франковская, Ровенская, Черновицкая и Закарпатская области; в состав «Малороссии» — Житомирская, Хмельницкая, Винницкая, Киевская, Черкасская, Кировоградская, Полтавская, Сумская и Черниговская области; в состав «Новороссии» авторы включили Одесскую, Днепропетровскую, Николаевскую, Херсонскую, Запорожскую, Донецкую, Луганскую и Харьковскую области. Крым в этих планах не фигурировал.

#### Дела в ДНР и ЛНР
Электронное письмо, отправленное Суркову и другим 14 июня 2014 года бывшим председателем Народного Совета Донецкой Народной Республики Денисом Пушилиным, содержит документ со списком потерь, произошедших с 26 мая по 6 июня 2014 года. В списке жертв есть строка про неизвестного солдата, указанного как «ВДВ Псковский» («ВДВ Псковский»), обозначая дислокацию российских Воздушно-десантных войск (ВДВ) из города Псков. Считалось, что десантники, базирующиеся в Пскове, стали одними из первых скрытных потерь России на Украине в 2014 году. 76-я гвардейская десантно-штурмовая дивизия, базирующаяся в Пскове, была награждена Путиным орденом Суворова за неспецифицированные задачи в августе 2014 года.
Электронное письмо, отправленное Суркову с учётной записи российского правительства 18 июня 2014 года, подробно описывает практические аспекты поглощения Россией части Украины. В приложении к электронному письму был информационный документ под названием «О рисках экономической блокады ЛНР и ДНР». В документе отмечается, что 30 % электроснабжения Донбасса приходится на Запорожские электростанции. В документе есть предложения по дополнению электроснабжения Донбасса энергией Ростовской АЭС в России. Автор документа также предложил увеличить отгрузки железной руды и подключить Донбасс к электросетям Воронежской области.
Одно из писем Суркову от Константина Малофеева содержало список рекомендованных кандидатов на должности в сепаратистском правительстве до их назначения. Из массива документов следовало, что Сурков участвовал в назначении руководства ЛНР.
Документы также включали таблицу с бюджетом газеты в Донецке.

#### Вмешательство во внутреннюю политическую жизнь на Украине
25 августа 2014 года российский чиновник переслал Суркову электронное письмо от редактора «Русского репортёра» Виталия Лейбина. Письмо носило заголовок «Исправления в тексте» и касалось письма правительству Украины от «общественных представителей Донбасса». Почти идентичная статья, якобы написанная гражданами, проживающими на Украине, появилась в «Русском репортёре» через несколько дней с небольшими изменениями. В течение недели письмо появилось на RT и других российских сайтах.
Одним из документов, включённых в утечку, был 22-страничный «план поддержки националистических и сепаратистских политиков и поощрения досрочных парламентских выборов на Украине с целью подрыва власти в Киеве».

### Третья утечка
Новый слив был опубликован 4 ноября 2016 года. Архив зарегистрированного на имя «Иван Иванов» ящика pochta_mg@mail.ru включал в себя проекты создания автономий в Украине (от Одессы до Харькова), описания и расценки выступлений музыкальных групп в ДНР и ЛНР, схему поставки топлива в ДНР и обсуждение сценария фильма в жанре политического «роуд-муви», на котором стояло имя режиссера Юрия Быкова.

### Письма, опубликованные в 2017 и 2018
В 2017 году был опубликован архив писем с ящика viktor_vinogr@mail.ru, принадлежавшего предполагаемому помощнику Суркова Иналу Ардзинбе. В архиве были отмечены, в частности, финансовые сметы и отчёты от прокремлёвских активистов в Харькове, Одессе и Николаеве, резюме Александра Петрунько (одного из самых заметных участников радикального прокремлёвского движения SERB) и переписка с активистами «Народной Рады Бессарабии». Среди проектов, нацеленных на «мягкую федерализацию Украины», особо был выделен проект создания одесского Порто-франко.
Архив, опубликованный в 2018 году, также состоял из писем, найденных в ящиках, связанных с Иналом Ардзинбой. В письмах к Ардзинбе предлагалось финансировать простые кибероперации, такие как взлом учетных записей электронной почты, «троллинг оппонентов» и сбор их личных данных. Министерство иностранных дел России на тот момент отрицало, что Ардзинба имел какое-либо отношение к пропаганде в Украине.